# Скопление зернохранилищ
Скопление зернохранилищ представляет собой территорию, предназначенную для создания больших углублений в земле, которые служили для хранения излишков сельскохозяйственной продукции в иберийскую эпоху. Они достаточно типичны для северного ареала иберов, между устьями рек Льобрегат и Эро (департамента на юге Франции). Как правило, они располагаются в приподнятых местах, сухих, богатых глинами, у населенных пунктов и поселков иберов. Обычно имеют форму яйцевидную, усеченного конуса или круглой чаши, служили для хранения зерновых и бобовых.
Плиний старший писал во второй половине I века, что в Hispania зерно складывали в бункеры, расположенные на сухих земельных участках. В этих хранилищах, стены и дно заранее выкладывались слоем соломы. Плиний, вслед за одним из своих предшественниковMarco Terencio Varrón, пишет, что пшеница, сохраняемая таким способом, может сохраняться до 50 лет, а просо до 100 лет. После употребления по своему прямому назначению, эти хранилища использовались в качестве свалки мусора и, соответственно, при раскопках, представляют замечательные археологические материалы.
Представляется, что зерновые, которые были в хранилищах, впоследствии расфасовывались в типичные иберийские амфоры в форме моркови, которые преобладают во всех поселениях коренного населения на каталонском побережье между V и I веками до н.э.
Римская армии появилась в этой зоне в 218  году до н. э. и кормилась только местной сельскохозяйственной продукцией, то есть пшеницей иберов. Поэтому здесь такое большое количество полей, зернохранилищ, которые датируются этим временем (II и I веками до.н. э.). Юлий Цезарь, в середине I века до н. э., говорит о зернохранилищах провинции Citerior, которые поставляли зерно для его солдат во время Гражданской Войны против сторонников Помпея.
После завоевания римского завоевания, зернохранилища в земле были заменены на dolia, то есть, большие сосуды, закопанные в землю, которые служили для хранения зерна и других продуктов.